# 아령 성운
아령 성운(亞鈴 星雲, M27 혹은, NGC 6853)는 여우자리에 있는 행성상 성운이다. 1764년 샤를 메시에가 메시에 천체 목록에 넣었다. 영미권에서는 아령의 영어 표기인 '덤벨 성운' 이 더 자주 쓰인다.
아령 성운은 지구에서 1,360 광년 떨어져 있으며, 겉보기 등급은 7.5등급이다. 시직경은 8분으로 반경이 1.58광년이다. 중심부의 백색왜성은, 반경이 0.055 ± 0.02 태양반경, 질량은 0.56 ± 0.01 태양 질량으로 알려진 백색왜성 중 큰 편에 속한다.
이 행성상 성운은 늘어난 회전 타원체와 같은 모양이 나타나고 이것의 적도면을 따라 우리의 시야로부터 보인다. 1992년에 Moreno-Corral과 다른 사람들이 하늘에서의 이 행성상 성운의 평면에서 표면 비율이 2.3“가 넘지 않음을 계산하였다. 이것으로부터 더 높은 한계로 14,600년의 나이가 측정될지 도 모른다. 1970년 Bohuski, Smith, Weedman은 초속 31km의 팽창속도를 발견했다. 이것의 1.01Ly라는 반단축이 주는 것은 성운의 운동학 적 나이가 대략 9,800년 임을 암시한다.

## 구성원
주위에 많은 행성상 성운들과 같이 아령 성운도 구성원을 갖는다. 중심 지역은 어둡고 밝은 뾰족한 형태의 구성원들과 그들에게 합쳐진 어두운 꼬리들의 패턴으로써 나타내진다. 구성원들은 꼬리를 갖는 대칭의 천체들부터 다소 불규칙한 꼬리가 없는 천체들 까지의 모습으로 변화한다. 나선 성운과 에스키모 성운와 비슷하게 구성원들의 중심은 앞부분에 부분적으로 광이온화되어있는 밝은 돌기를 갖는다.

### 중심 별
중심 별인 백색왜성은{\displaystyle 0.055\pm 0.02} {\displaystyle R_{sun}}의 반경으로 다른 주위의 가까운 백색 왜성들보다 크다. 1999년 Napiwotzki에 의해 중심 항성의 질량이 {\displaystyle 0.56\pm 0.01}{\displaystyle R_{sun}}라고 측정되었다.

## 같이 보기
- 메시에 천체
- 메시에 천체 목록
- 신판일반목록